# 捜査車両

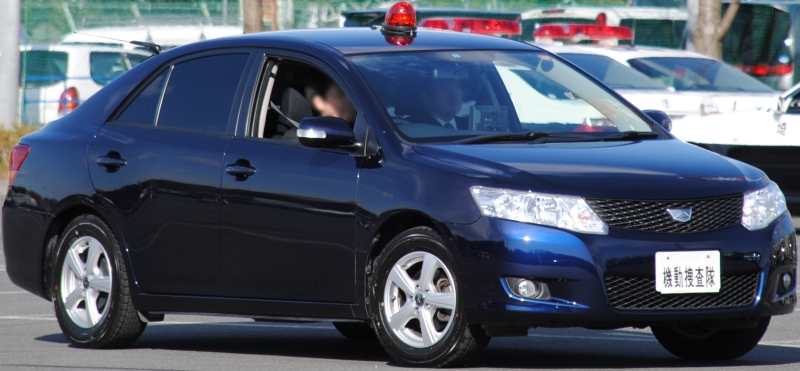
捜査用覆面パトカー（トヨタアリオン）

捜査車両（そうさしゃりょう、英語: Investigation vehicle）とは警察の刑事部などで捜査に使用される自動車である。

## 概要
緊急自動車の指定を受けているものは緊急走行が可能であるが、指定を受けていないものは緊急走行ができない。また、捜査車両が足りない場合はレンタカーを使用したり、カーリースの車両を使用する場合もある。自動昇降式の回転灯を装備している交通取り締まり用のパトロールカーの交通取締用覆面パトカーや警護車とは異なる。緊急自動車の指定を受けている署用捜査用車は、まれに白黒パトカーの代わりに警らに使用されることがあり、その場合は制服の警官が乗務する。

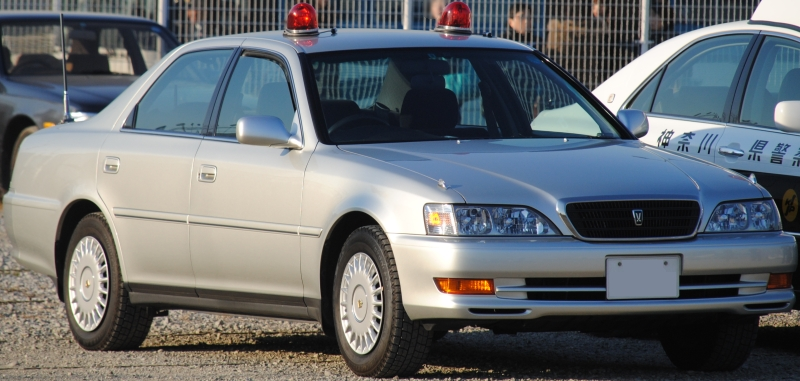
指揮用車の例（トヨタクレスタ）

署用捜査用車には、私服用セダン型無線車・私服用ハッチバック型無線車・私服用ワゴン型無線車などの種類があり、事件の捜査を担当する刑事部の警察官が乗り、容疑者の追跡や張り込みなどの捜査に使われる。
それと違い機動捜査用車は、職務質問や事件の初動捜査を行う機動捜査隊の警察官が乗り、街の巡回や、職務質問などに使われる。
また、大事件が発生した際などに、警察の幹部クラス(警察本部の理事官や署長など)が乗車し、現場へ向かう為の指揮用車もある。
捜査、追跡などの際、容疑者に警察だということを知られない為に、脱着式の赤色灯を採用している。
白黒パトカーと比較すると、改造箇所が少なく、市場人気が下落傾向のセダン型車を多く販売できるため、メーカーやディーラーは、マイナーチェンジやフルモデルチェンジ直前のモデルや、不人気モデルであると、かなり安値で落札することがある。
調達する警察側としては、結果的に一番安いときに大量購入することになることが多い。セダン型の自動車が日本市場でも人気が落ち、ミニバンやSUVの乗用車が販売台数を飛躍的に伸ばしており、捜査上秘匿性を重要視する覆面パトカーにとっては、セダン型ではかえって目立ってしまう事になる。その為、ハッチバック・ミニバン・SUV等セダン以外の車両も近年では多く採用されている。
神奈川県警察刑事部では、被視認性をより高めるため、赤色灯を左右2個取り付けるという「独自の指針」を出している。
刑事ドラマやサスペンス系2時間ドラマなどで登場することも多いが、実際は本物の警察車両ではなく劇用車である。

## 車種

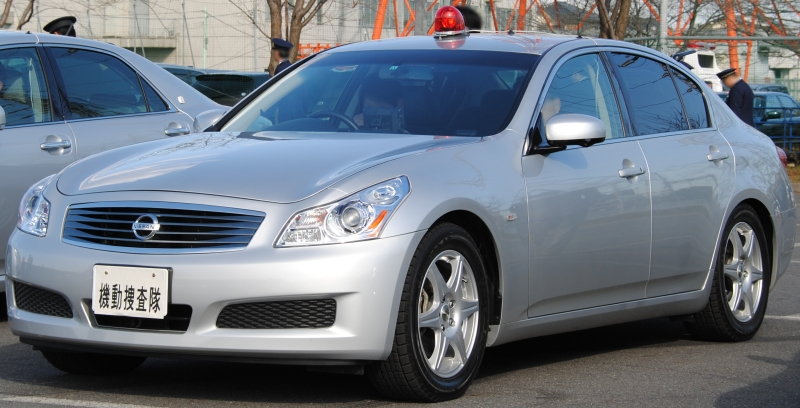
機動捜査用車の例(ニッサンスカイライン）

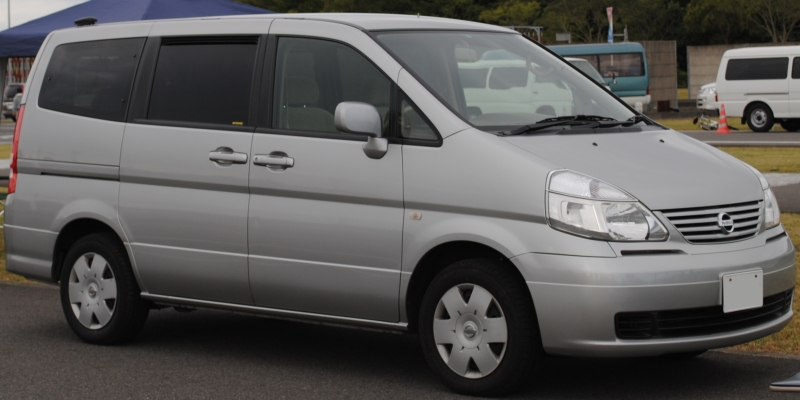
ワンボックスカーの捜査車両の例（ニッサンセレナ）

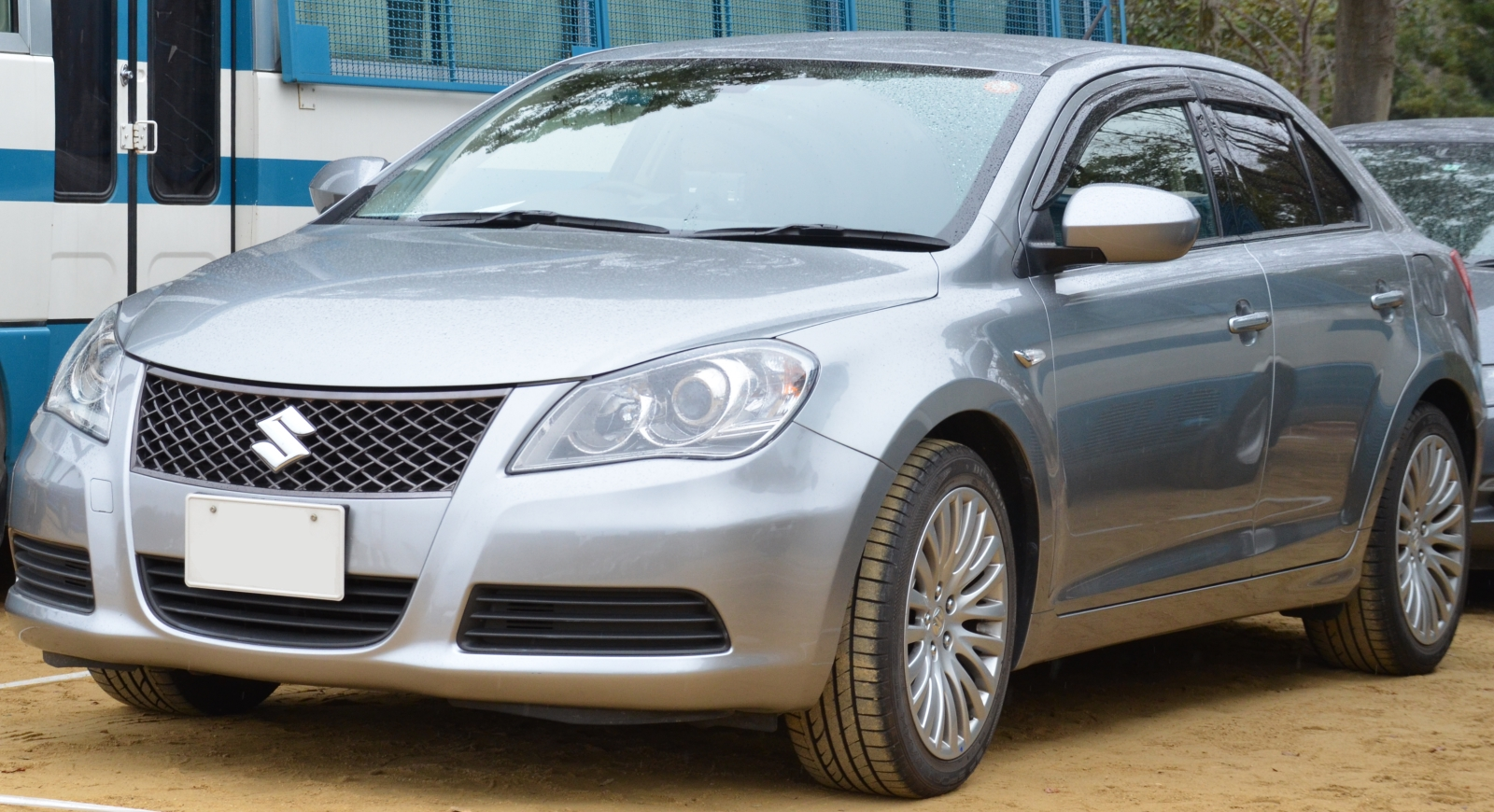
署用捜査用車の例(スズキキザシ)

署用捜査用車として警察署などでよく使われるのが小型セダンやステーションワゴンである。排気量は1500cc  から2400cc のものが多くグレードに関してはごく一部を除きほぼ廉価系のグレードが中心となっている。また、ミニバンなどのワンボックスカーも使われる。この場合は、容疑者などの護送を担う場合もある。機動捜査隊では、容疑者を追跡することも多いため、大排気量のセダンを使うことが多い。一方でセダンのベース車減少に伴い、近年では機動捜査用車にRAV4が導入されている。
使用されている国費導入された主な車種
機動捜査用車
- マークX（2代目GRX130前期・中期・後期)
- カムリ（AXVH70系）
- RAV4（AXAH50系）
- スカイライン（V36･V37）
- ティアナ（J32・L33(XE/自動ブレーキレス)）
- レガシィB4（BM・BN）（BM9は2.5GTベースで捜査用と警護用が存在）

署用捜査用車・その他のカテゴリーの捜査車両
- アリオンA20・A18（2014年度予算分からはA18のみ導入）（初代・2代目）
- ノア（AZR60・ZRR70）
- アイシス
- カローラセダン（W×Bを除くZRE212・ZWE211/214）
- カローラアクシオ（NZE161/164・NRE161・NKE165）
- エスティマ・アエラス（2013年モデル）
- シルフィ（B17）
- セレナ（C23〜C28）
- エクストレイル(T31〜T33)
- エルグランド（E51）
- エルグランド・ハイウェイスター（E52後期型、サンルーフ付き）
- アクセラセダン（2代目・3代目）
- MAZDA6 SEDAN
- MAZDA3 SEDAN
- MPV
- レガシィツーリングワゴン（BH5D、TX）
- レヴォーグ（VM4、1.6GT）
- インプレッサG4（GJ・GK）
- フィット（GE9、15XH 4WD）
- インサイト（ZE2）
- グレイス
- シビックセダン（FC1）
- アコード（CE・CF）
- ステップワゴン
- ギャランフォルティス（1.8Lモデル）
- エアトレック
- エクリプスクロス
- アウトランダー
- デリカ
- SX4
- SX4・S-CROSS
- スイフト（3代目・4代目）
- ランディ（C26）
- キザシ
- エスクード

かつて使用されていた主な車種
- マークIIセダン
- クレスタ（GX100）
- ガイア
- カリーナ（AT212）
- カローラセダン（ZZE122/124）
- カローラアクシオ（NZE141/144・ZRE142/144）
- ビスタ（アルデオは除く）
- アベンシスセダン
- キャバリエ4ドア
- ローレル
- セフィーロ（A31）
- プレセア（R11）
- オースター（T12）
- プリメーラ（P10・P11）
- サニー・スーパーツーリング（B14前期）
- ブルーバード（U14）
- ブルーバードシルフィ（G10・G11）
- ギャランΣ/ギャラン
- エメロード（最終形）
- ランサーフィオーレ/ランサーセディア/ランサーセダン
- バラード
- アコード
- カペラ
- アテンザセダン（初代）
- レオーネ
- インプレッサセダン/インプレッサアネシス/インプレッサWRX
- レガシィセダン（BC〜BL）

## 装備

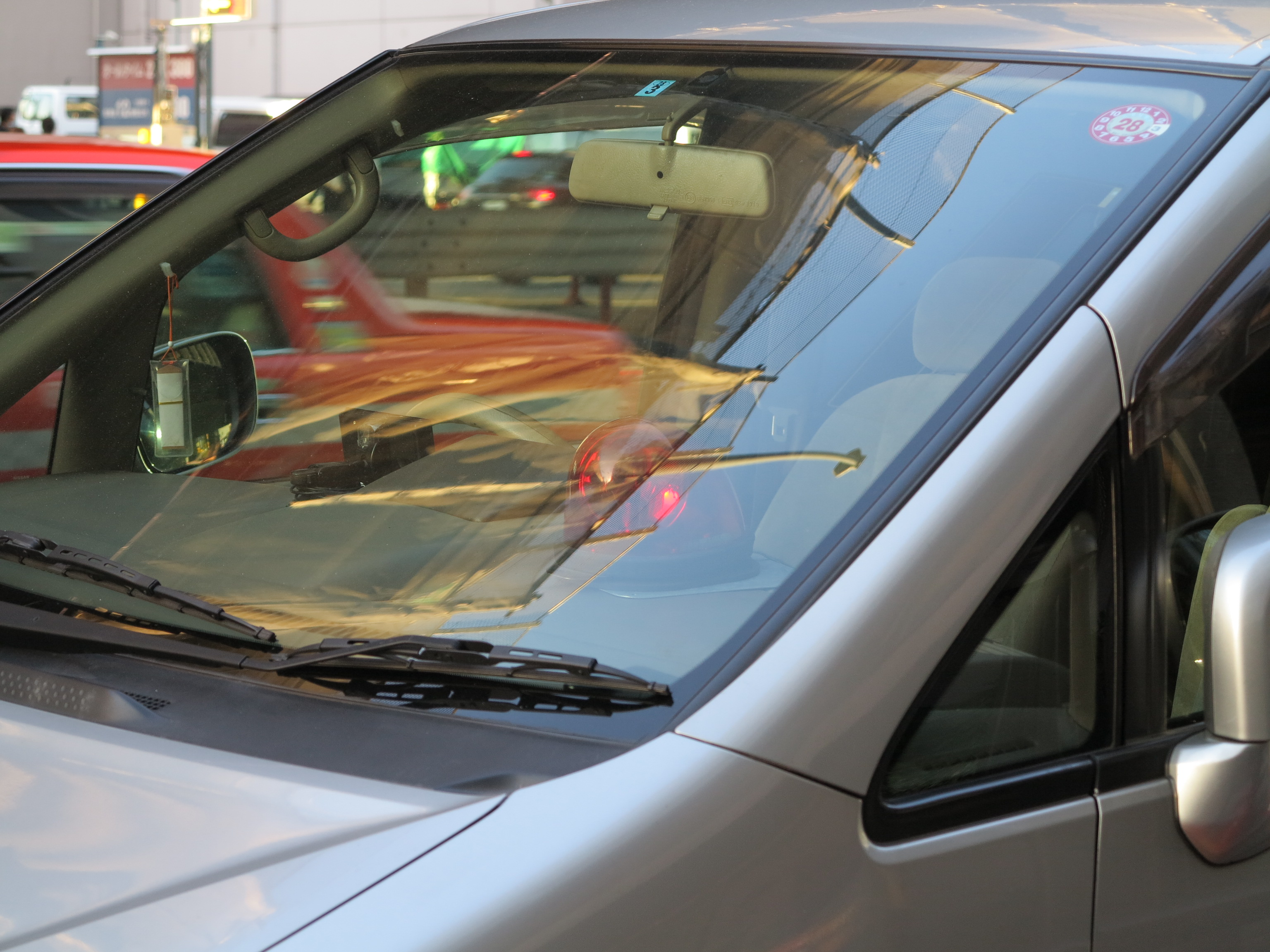
脱着式赤色灯

捜査車両は、脱着式赤色灯とサイレンアンプ、拡声器を装備しており、現場に緊急走行で向かう際は、赤色灯を屋根につけ、回転させ、サイレンを鳴らす。赤色灯の裏には強力なゴムマグネットが付いており、固定できる。屋根にピンがついている車両もあり、赤色灯にフックが付いている場合はここに通した上でゴムマグネットで貼り付けるとより強力に固定することができる。
捜査車両は、グリル内に補助警告灯を装備しているものは少ないが、代わりにサンバイザーにフラットビームという点滅式の警告灯を装備している車両もある。
機動捜査用車は無線機を装備しているが、署用の捜査用車は無線機を装備していないものもある。
また、無線機を装備した車両は、無線機用のアンテナも装備しており、ラジオアンテナを偽装した「ユーロアンテナ」や、自動車電話用のアンテナを偽装したTLアンテナ、初期の車載テレビ用のアンテナを偽装したTAアンテナなどがある。ただ、最近は盗難防止やばれやすいなどの理由で車内設置化が進む可能性が高い。
トランクには刺股、防弾ベスト、逃走防止用のストップスティックなどを、車内には地図やカーナビ、警察電話などを積載している車両もある。
一部の都道府県警の車両は、カーロケーションシステムというものを搭載しており、これは、本部から、車両の位置情報を随時把握できるようになっているほか、他の警察車両の位置を把握できるようになっている。